# Katarzyna Sowa
Katarzyna Sowa (ur. 19 listopada 1985 w Gdańsku) – polska lekkoatletka uprawiająca skok o tyczce.
Medalistka mistrzostw kraju w różnych kategoriach wiekowych, m.in.: złoto podczas mistrzostw Polski juniorów (2004), srebro na młodzieżowych mistrzostwach Polski (2006) oraz brązowy medal halowych mistrzostw Polski seniorów (2005). Wielokrotnie reprezentowała Polskę na międzynarodowych imprezach, jej największym osiągnięciem jest 5. miejsce podczas mistrzostw świata juniorów (Grosseto 2004) oraz 13. miejsce podczas Młodzieżowych Mistrzostw Europy w Debreczynie (2007).

## Rekordy życiowe
- skok o tyczce – 4,17 (2004) rekord Polski juniorów
- skok o tyczce (hala) – 4,10 (2005 & 2006 & 2007)